# Saint-Malo (Québec)
Saint-Malo è un comune del Canada, situato nella provincia del Québec, nella regione di Estrie.

## Amministrazione

### Gemellaggi
La città è gemellata con:
- Saint-Malo
- Saint-Malo